# Страуд (район)
Страуд (англ. Stroud) — неметропольний район (англ. non-metropolitan district) в графстві Глостершир (Англія). Адміністративний центр — місто Страуд.

## Історія та географія
Район розташований у центральній частині графства Глостершир вздовж лівого берега річки Северн. Район був утворений 1 квітня 1974 року в результаті об'єднання міських районів (англ. Urban district) Нейлсворт, Страуд, сільських районів (англ. Rural District) Дурслі, Страуд і частин сільських районів Глостеру, Содбері та Торнбері.

## Склад
До складу району входять 46 громад (англ. civil parish) та 6 міст:
- Берклі
- Дурслі
- Нейлсворт
- Стонгаус
- Страуд
- Воттон-андер-Едж